# ثلاثي فلوريد الفسفور
ثلاثي فلوريد الفوسفور هو مركب كيميائي ينتمي إلى هاليدات الفوسفور، صيغته PF3، ويوجد على شكل غاز عديم اللون.

## التحضير
يمكن تحضير هذا المركب من تفاعل تبادل هالوجيني انطلاقاً من ثلاثي كلوريد الفوسفور بالتفاعل مع فلوريد الهيدروجين؛ أو مع فلوريدات أخرى مثل فلوريد الزنك.
{\displaystyle \mathrm {PCl_{3}+3\ HF\rightarrow \ PF_{3}+3\ HCl} }
{\displaystyle \mathrm {2\ PCl_{3}+3\ ZnF_{2}\rightarrow \ 2\ PF_{3}+3\ ZnCl_{2}} }

## الخواص
يوجد المركب في الشروط القياسية على شكل غاز عديم اللون، ويكون للفوسفور في هذا المركب في حالة أكسدة مقدارها +3، وللمركب بنية جزيئية هرمية ثلاثية. وهو غاز سام مثل غاز الفوسجين.

## الاستخدامات
يستخدم ثلاثي فلوريد الفوسفور في المختبرات الكيميائية في الكيمياء العضوية الفلزية، حيث أن هذا المركب يمتاز بأنه ربيطة مناسبة للفلزات الانتقالية، حيث أنه مستقبل-π قوي. فهو قادر على تشكيل العديد من المعقدات التناسقية مع الفلزات الانتقالية، وخاصة في حالات الأكسدة الدنيا، كما يستطيع تشكيل معقدات لا تستطيع الكربونيلات تشكيلها، فمثلاً فإن المعقد Pd(PF3)4 معروف، في حين أن المعقد Pd(CO)4 غير معروف.